# Pteronotus personatus
Pteronotus personatus е вид бозайник от семейство Mormoopidae.

## Разпространение
Видът е разпространен в Белиз, Боливия, Бразилия, Венецуела, Гватемала, Гвиана, Еквадор, Колумбия, Коста Рика, Мексико (Сонора и Тамаулипас), Никарагуа, Панама, Перу, Салвадор, Суринам, Тринидад и Тобаго и Хондурас.